# Uzi Narkiss
Uzi Narkiss (Jeruzalem, 1925. – Jeruzalem, 1997.), izraelski general, istaknut u Šestodnevnom ratu 1967. godine
Bio je aktivan prije uspostave Izraela 1948. godine. Boravio je i vani, a nagrađen je i Legijom časti. Jedan je od zapovjednika Izraela u ratu 1967. Sa sedam brigada pod sobom, oslobodio je istočni Jeruzalem, što je htio od osnutka države Izrael. Postoji fotografija njega, Yitzhaka Rabina i Moshea Dayana kako ulaze u oslobođeni Jeruzalem u lipnju 1967. godine.
Iz Izraelskih obrambenih snaga povukao se 1968. godine. 